# Monumento natural Cascada Toba y Cueva Arsen Okrojanashvili
El monumento natural cascada Toba y cueva Arsen Okrojanashvili (en georgiano: ტობის ჩანჩქერი და არსენ ოქროჯანაშვილის მღვიმე) está conformado por la cascada más alta de Georgia, con 234 m de altura, y un complejo de cuevas kársticas ubicado a 5,6 km al oeste de la aldea Pirveli Baldi en el municipio de Martvili, región de Samegrelo-Zemo Svaneti en Georgia. Se encuentra a 707 metros sobre el nivel del mar en el margen izquierdo del río Toba, afluente del río Abasha y se puede llegar a él por un sendero señalizado.

## Morfología
El Complejo de Monumento Natural es una combinación de la Cascada de Toba y la Cueva de Arsen Okrojanashvili, también conocida como Cueva de Toba II. Se puede acceder a la cueva formada en piedra caliza utilizando un pequeño bote inflable, mientras que el acceso a pie es difícil. La longitud total de la cueva es de 1300 m. La entrada mide 15 metros de alto por 20 metros de ancho y se abre a lo largo del camino del cañón. Tiene varios niveles y numerosos caminos. Varias salas prominentes en la cueva se nombran: "Nona Hall", "Nana Hall", "Salon", "University 50" y "Tbian". Los espeleotemas de cuevas se encuentran en una variedad de formas. Una de las estalagmitas prominentes alcanza los 7 metros de altura. El flujo de agua en la cueva forma cuatro lagos subterráneos y finalmente, al salir de la cueva, produce la cascada Toba de 234 m de altura.